# شهر امدو
شهر امدو (به لاتین: Amdo Town) یک منطقهٔ مسکونی در جمهوری خلق چین است که در منطقه خودمختار تبت واقع شده‌است.